# Cyrtopodion rhodocaudum
Cyrtopodion rhodocaudum är en ödleart som beskrevs av  Baig 1998. Cyrtopodion rhodocaudum ingår i släktet Cyrtopodion och familjen geckoödlor. Inga underarter finns listade i Catalogue of Life.